# Schenck zu Schweinsberg

Stammwappen der Schenck zu Schweinsberg

Schenck zu Schweinsberg (auch Schenk zu Schweinsberg) ist der Name eines zum hessischen Uradel zählenden Geschlechts, das noch heute zur Althessischen Ritterschaft gehört. Die Schreibweise ohne „c“ gilt für die Mitglieder des Ersten Asts, der so genannten „Hermannsteiner Linie“ des Hauses.

## Geschichte

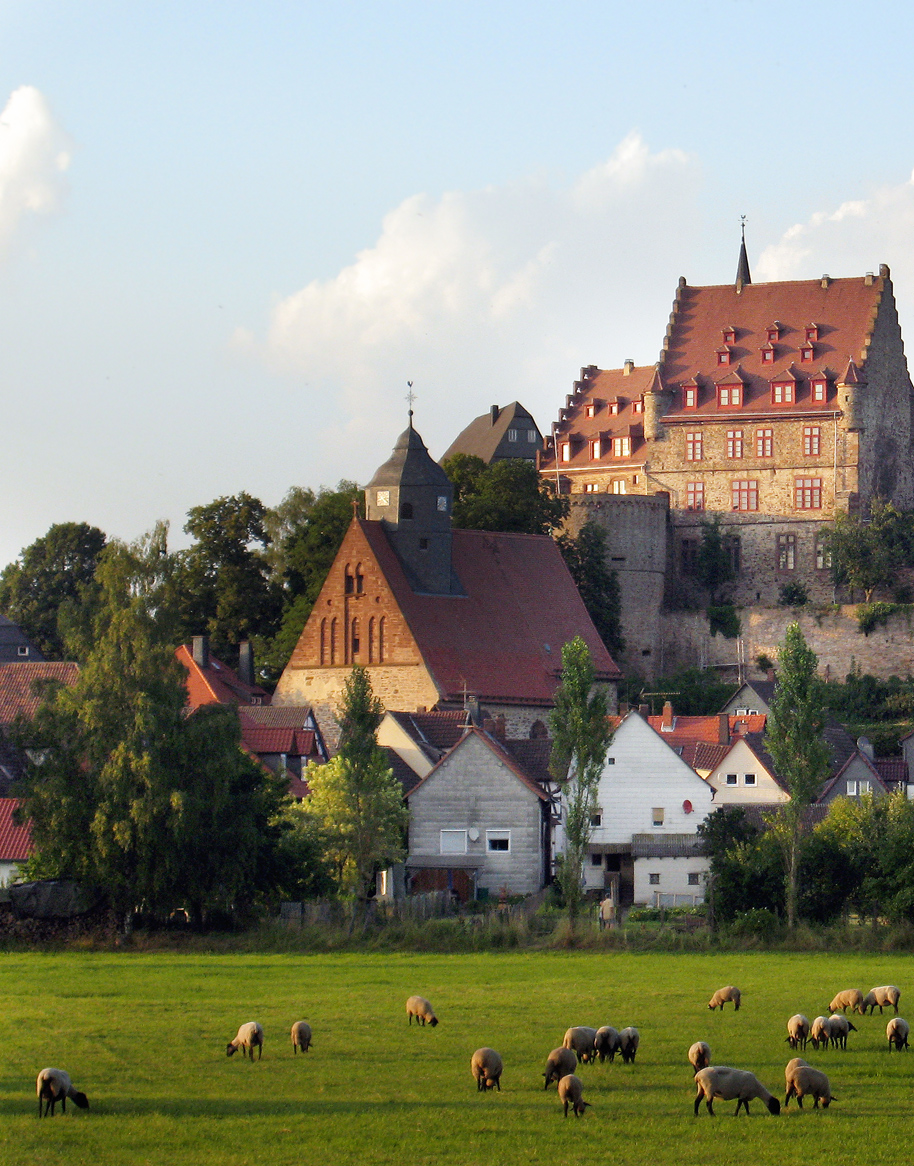
Burg Schweinsberg

Angehörige des Geschlechts waren ursprünglich Burgmannen zu Marburg und Vögte des Reichsstifts Essen zu Fronhausen. Der Ritter und Vogt Gunthram, der sich auch „von Grünberg“ oder „von Marburg“ nannte und 1199 bis 1236 urkundlich genannt wird, erbaute die Burg Schweinsberg, die seine Nachkommen als Geschlechternamen übernahmen. Gunthrams Bruder Ludwig war der Stammvater der Vögte von Fronhausen, die 1584 im Mannesstamm ausstarben. Bereits im 12. Jahrhundert bildete sich eine Nebenlinie, „von Ulfa“ genannt, die aber schon um 1306 mit Gunthram III. von Ulfa erlosch.
Gunthrams Sohn, Gunthram von Schweinsberg, siegelte im Jahre 1241 als „Guntramus pincerna“ mit dem „Sigillum Pincerne de Svennesberc“. Er war zu diesem Zeitpunkt wahrscheinlich Schenk des Grafen Berthold von Ziegenhain und erhielt um 1249 von Herzogin Sophie, der Mutter des Landgrafen Heinrich I. von Hessen, das hessische Erbschenkenamt. Seit diesem Jahr bekleidete jeweils der älteste, in Hessen landsässige Schweinsberg das Amt des Erbschenken von Hessen, eines der vier höchsten Hofämter im Hessischen Adel. Seine Nachkommenschaft, die nun den Namen Schenk zu Schweinsberg führte, konnte sich im Laufe der Zeit stark ausbreiten und mehrere Linien gründen. Angehörige der Familie standen vor allem in landgräflich-hessischen Diensten und gelangten teilweise zu großem Einfluss.
Vom 16. bis zum 19. Jahrhundert zählten die Herren Schenck zu Schweinsberg wegen des Besitzes bzw. Teilbesitzes von Buchenau, Bodes, Branders, Erdmannrode, Fischbach, Giesenhain und der Meierei Schwarzenborn (bei Buchenau) zur Reichsritterschaft im Ritterkanton Rhön-Werra des fränkischen Ritterkreises.
Großherzog Ludwig III. von Hessen-Darmstadt bestätigte der Familie den Stand der Freiherren. Den noch nicht dem Freiherrenstand angehörigen Mitgliedern wurde 1887 von König Wilhelm I. von Preußen, in Anbetracht der dem Geschlecht zustehenden Würde des Erbschenkenamtes in Hessen, die Freiherrenwürde erteilt.
Die heute noch weit verzweigte Familie gliedert sich aktuell in zwei Hauptlinien, die sog. jüngere Linie zu Schweinsberg (die sog. ältere Linie starb mit dem Tod des Wilfried Schenck zu Schweinsberg in Wäldershausen im Mannesstamm aus) und die Hermannsteiner Linie. In Schweinsberg befinden sich neben der Burg noch vier weitere Landsitze, der Ober-, Mittel- und Unterhof sowie das Gartenhaus und der Gutshof, die fast alle von Angehörigen der Familie bewohnt werden. 1694 bis 1912 gehörte Schloss Buchenau den Schencken. Die Burg Hermannstein war von 1481 bis 1961 und das Hofgut Hermannstein bis 1959 im Besitz der Schenken.

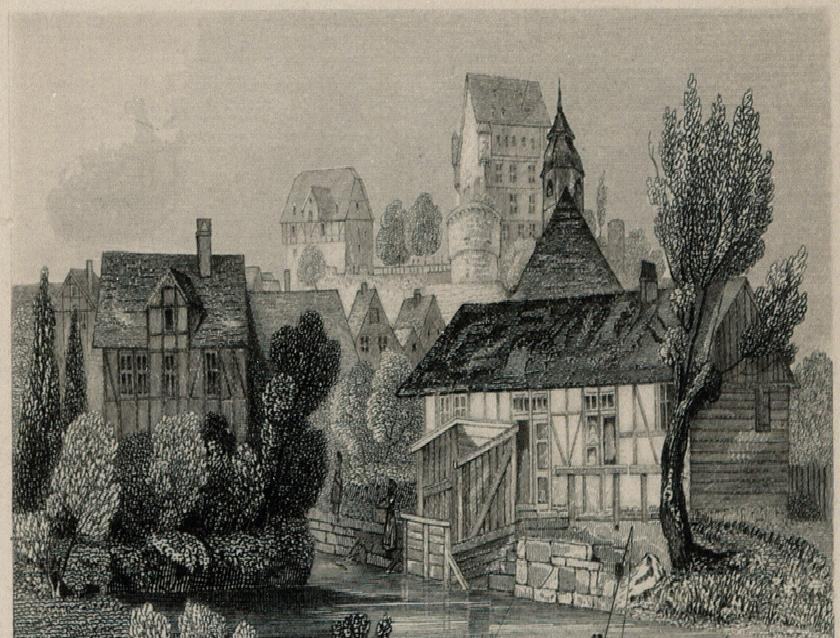
Schweinsberg – Blick auf die Burg, ca. 1850
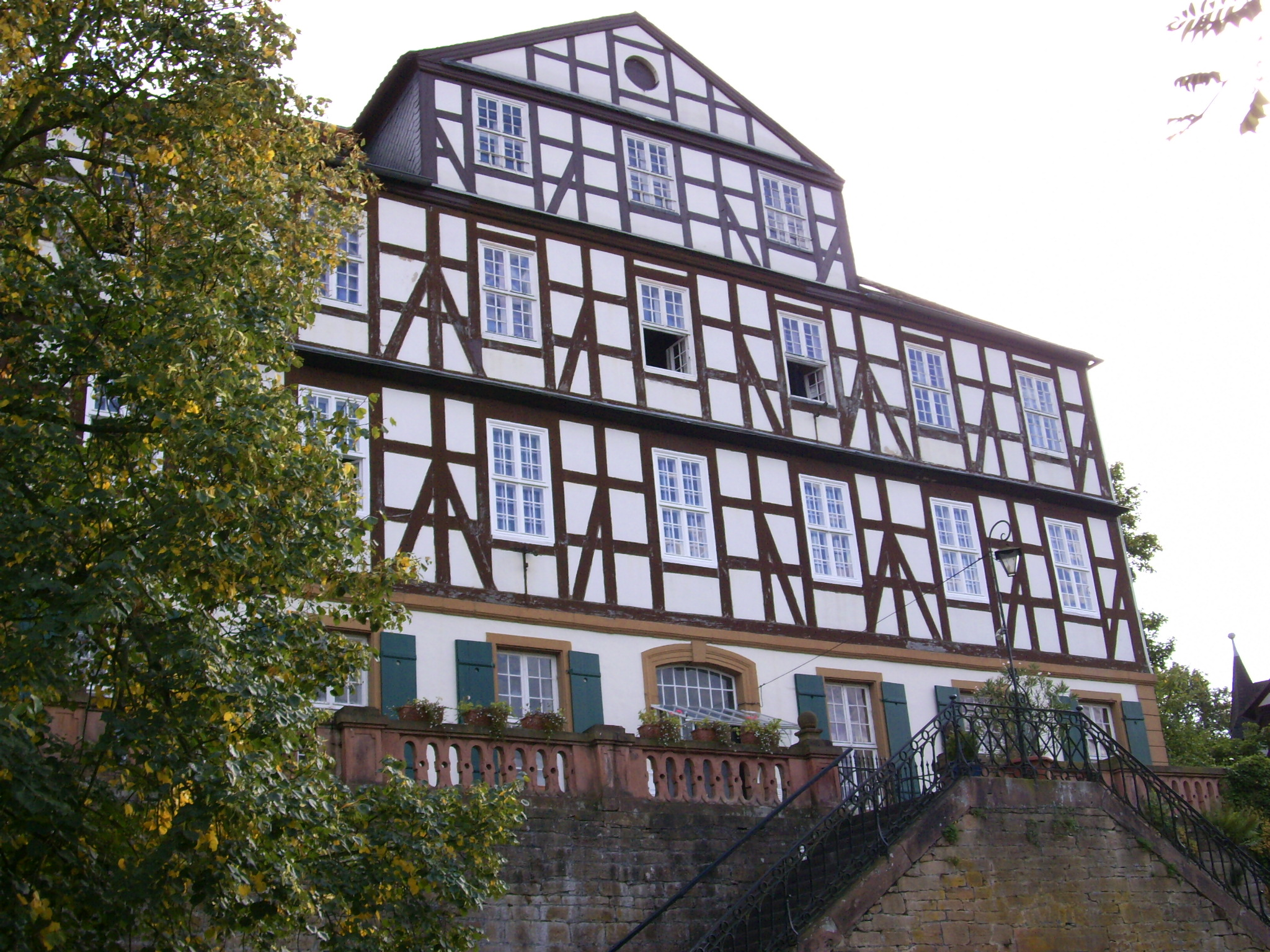
Oberhof in Schweinsberg
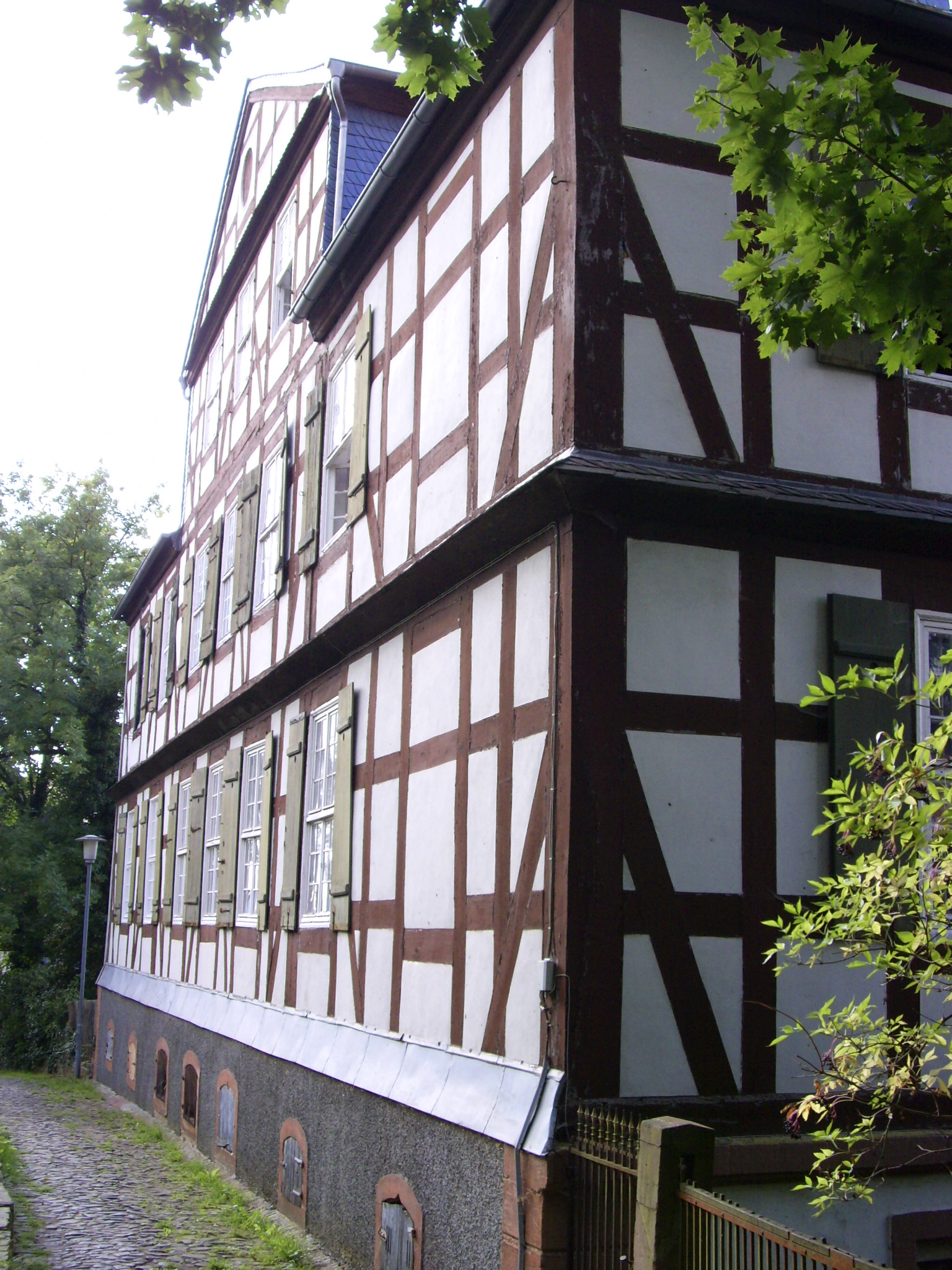
Unterhof in Schweinsberg
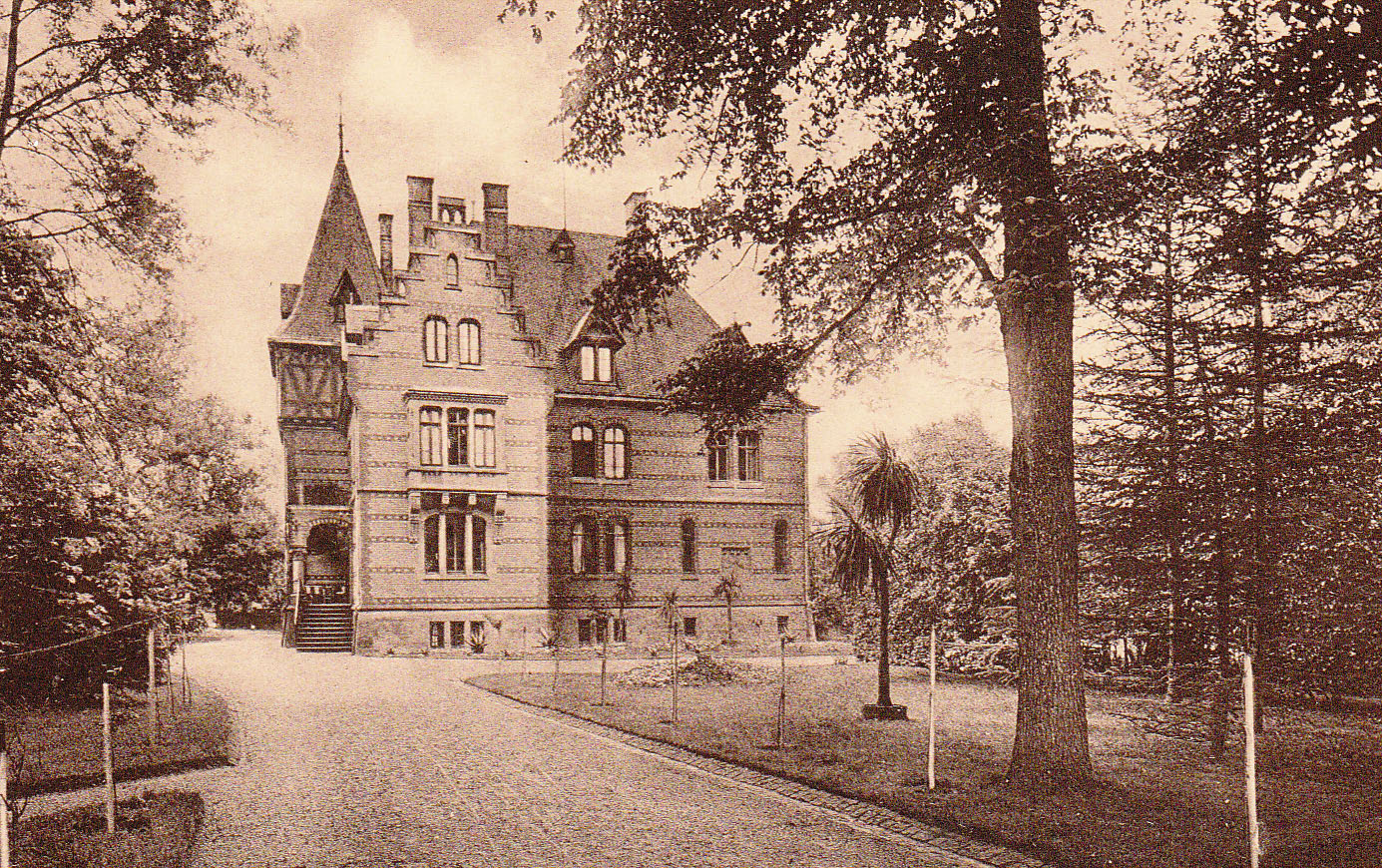
Gartenhaus in Schweinsberg
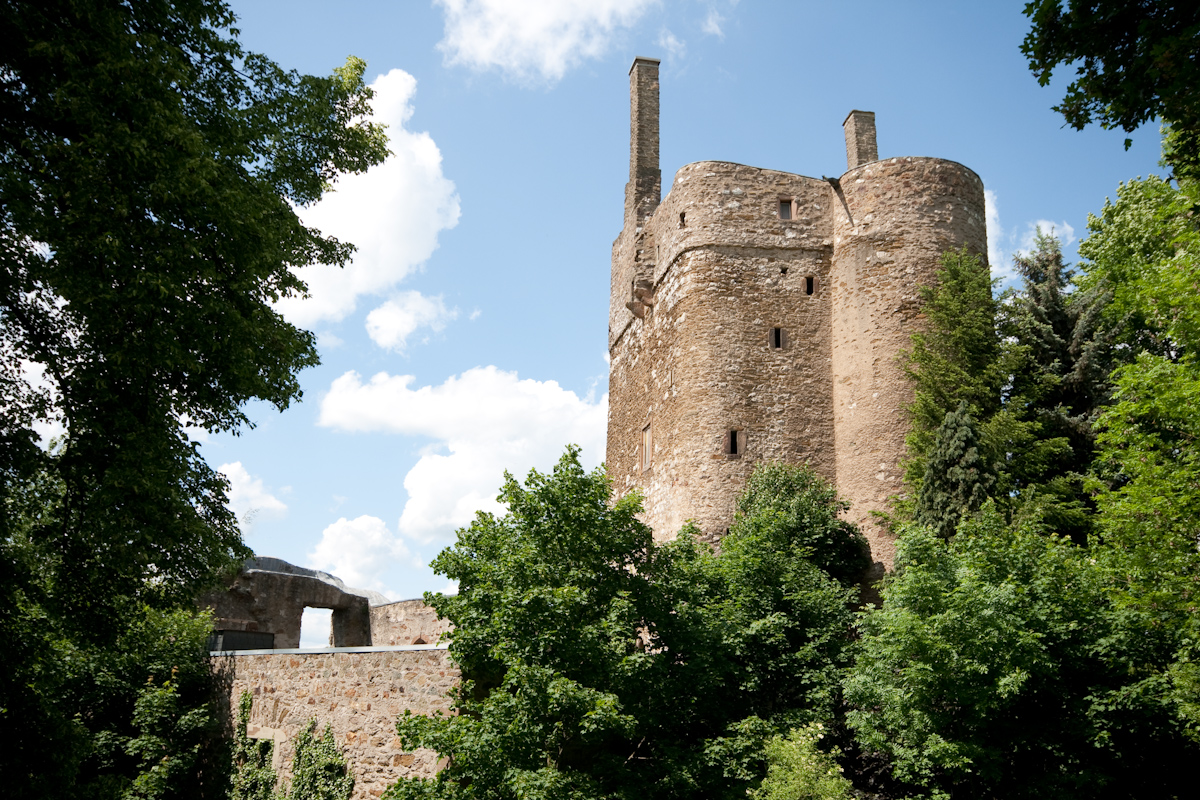
Burg Hermannstein
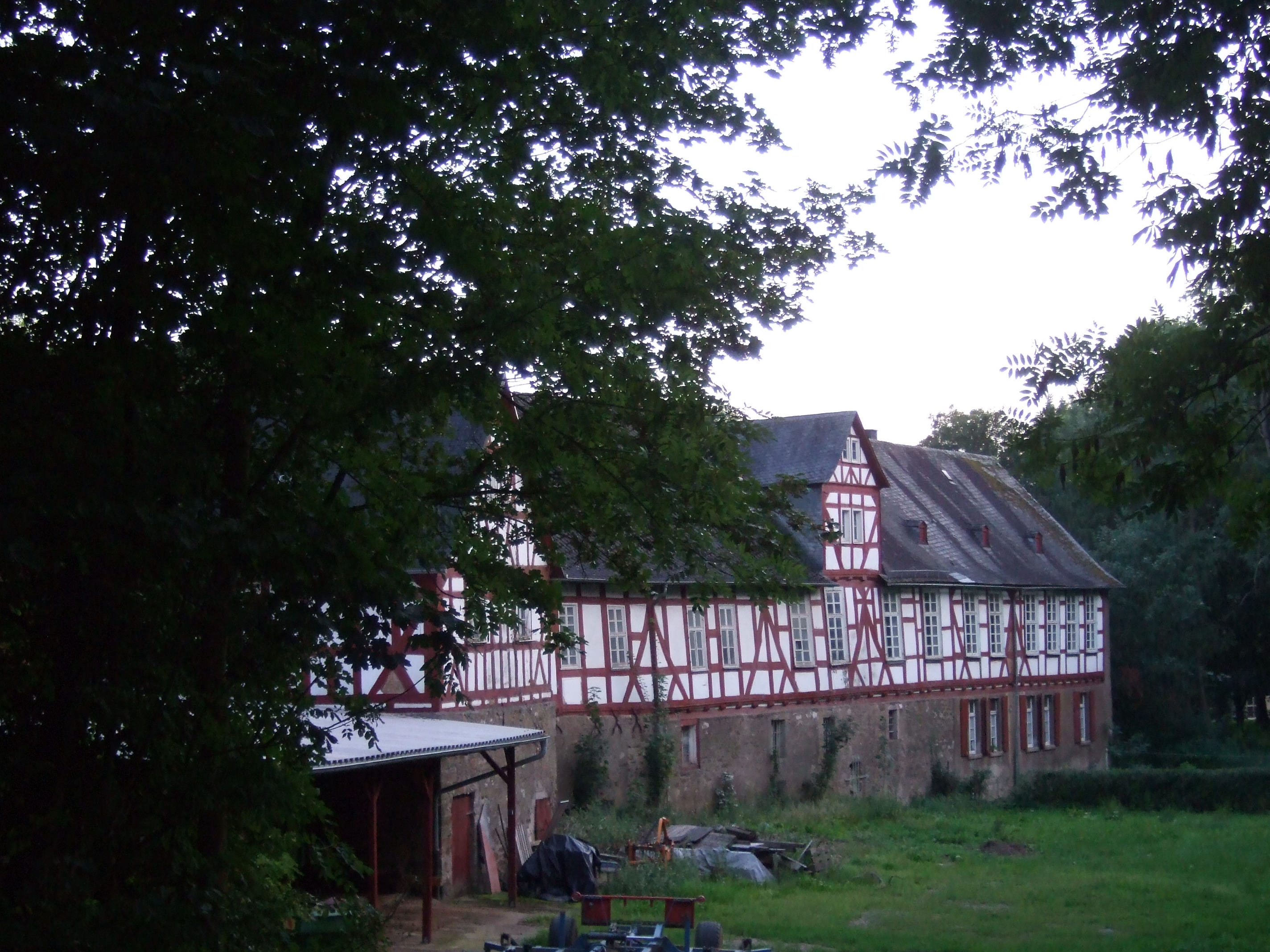
Hofgut Hermannstein
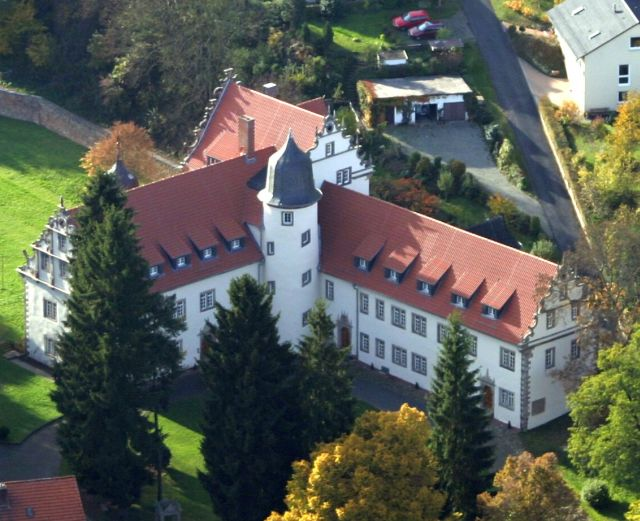
Schloss Buchenau
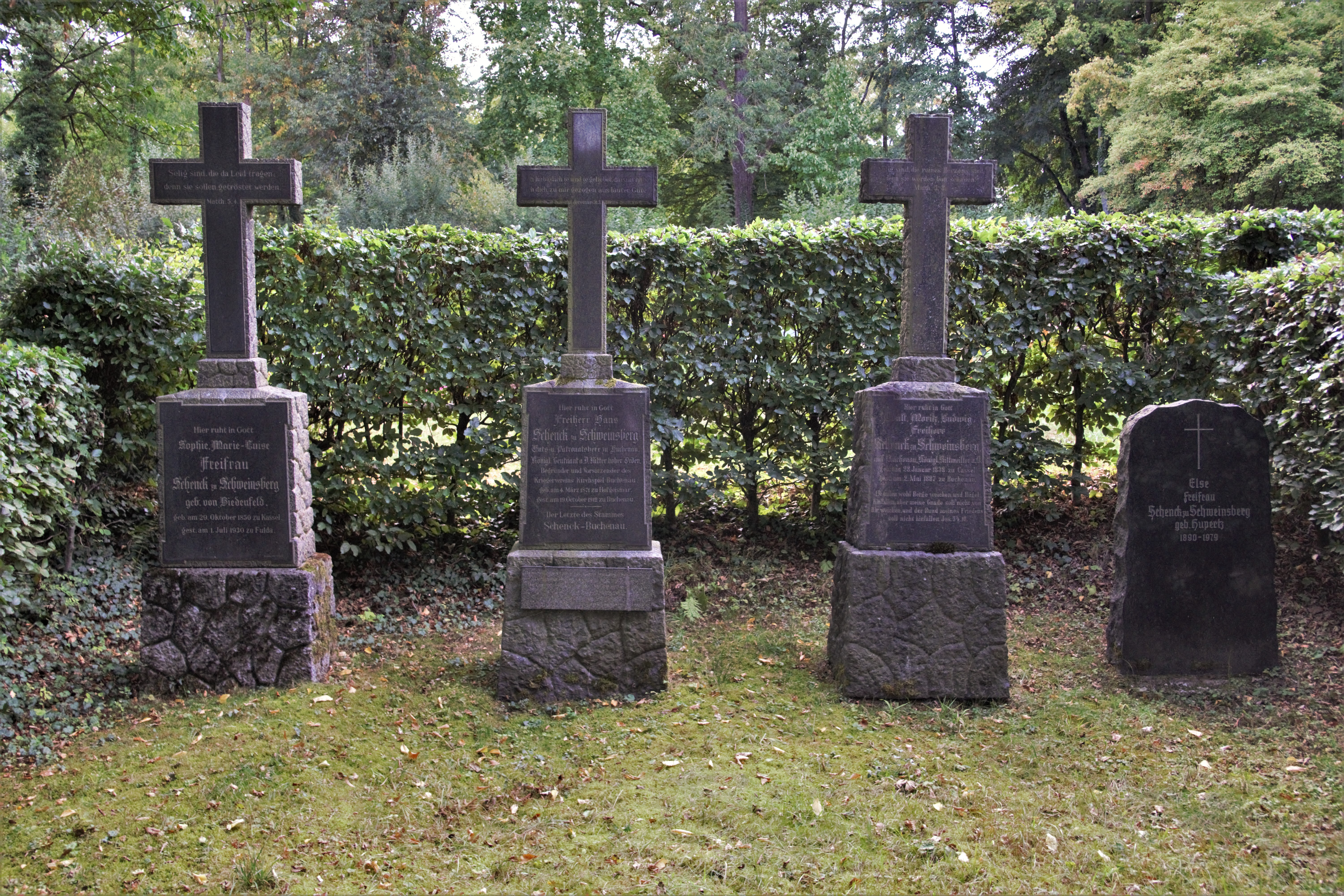
Friedhof der Schenk zu Schweinsberg in Buchenau

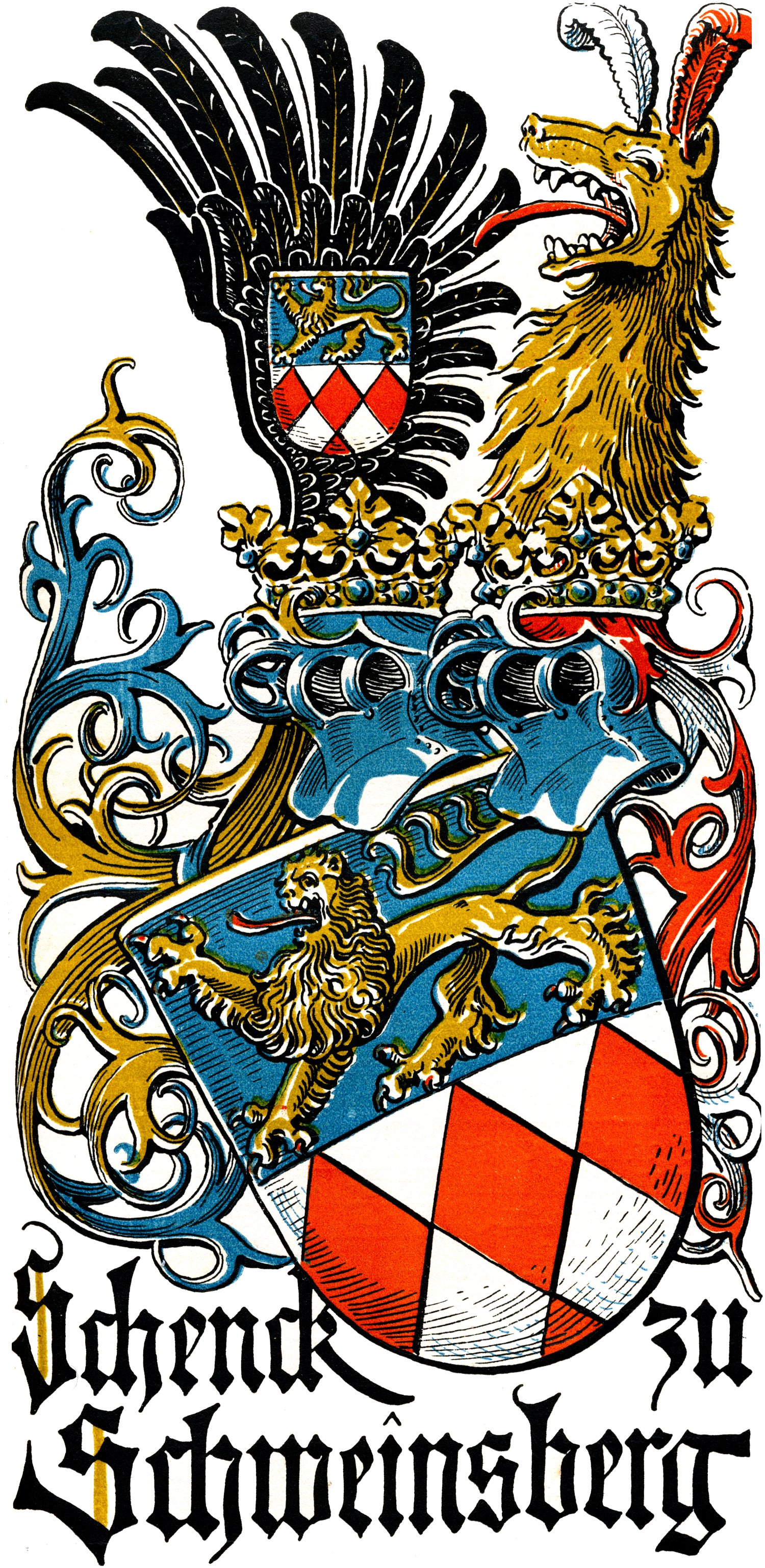
Wappengrafik (Jugendstil) von Otto Hupp im Münchener Kalender von 1914

## Wappen
Das Stammwappen ist geteilt. Oben in Blau ein schreitender goldener Löwe, unten rot-silbern gerautet. Auf dem Helm ist ein natürlicher Wolfsrumpf, dessen Ohren mit einer roten und einer silbernen Feder besteckt sind. Die Helmdecken sind rot-silbern.
Die Vogt von Fronhausen führten den gleichen Schild mit einem schwarzen Flug als Helmzier, der mit dem Wappenschild belegt ist. Die Helmdecken waren blau-golden.
Infolge einer Erbverbrüderung zwischen den stammverwandten Geschlechtern nahmen die Schenck zu Schweinsberg um 1560 den Helm der Vogt zu Fronhausen ihrem Wappen hinzu.

## Familienmitglieder

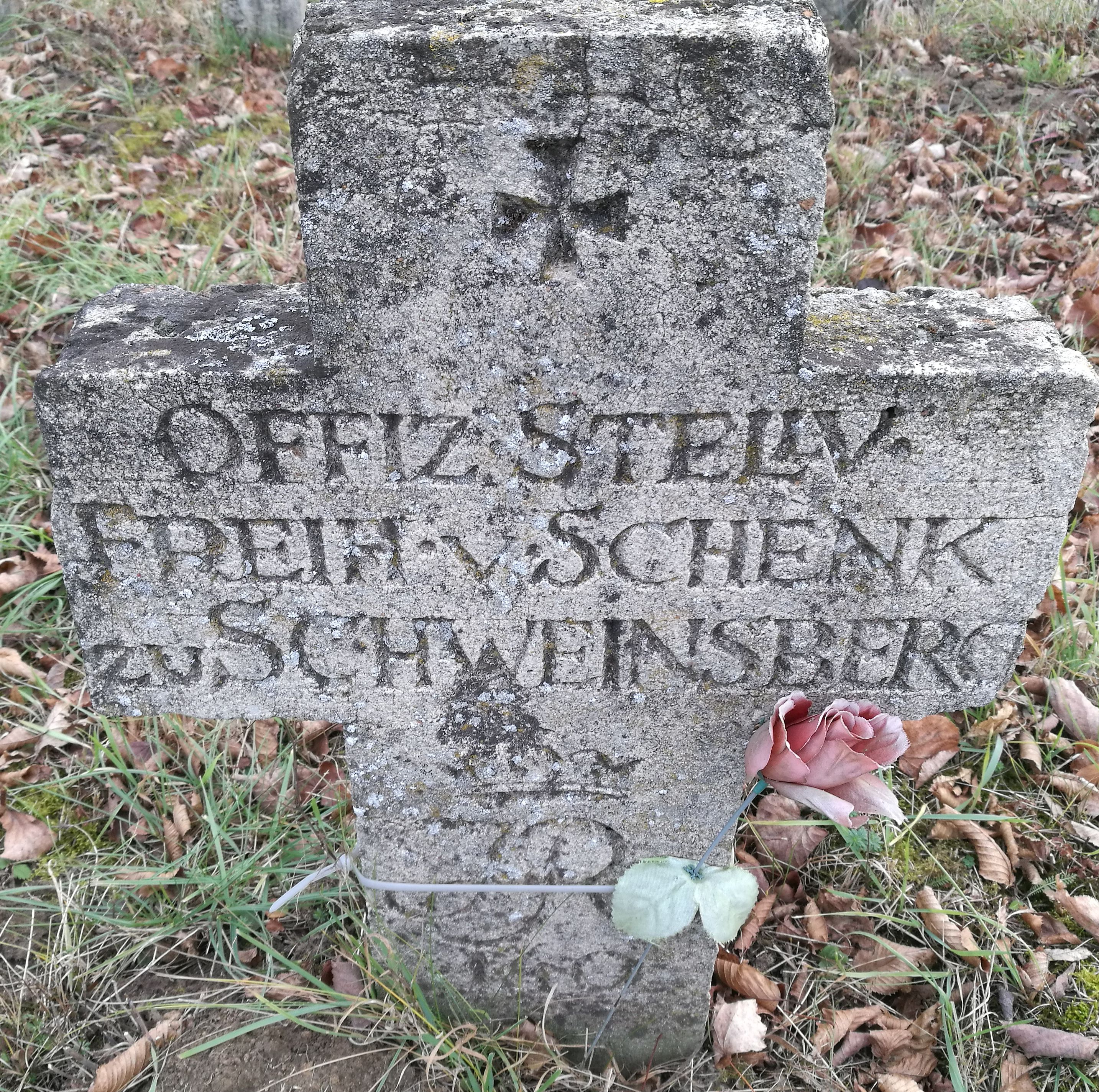
Grab in der Ukraine

- August Schenck zu Schweinsberg (1867–1948), preußischer Generalmajor[3]
- Bernhard Schenck zu Schweinsberg (1807–1840), deutscher Jurist, Kammerherr und Landrat in Hungen
- Carl Friedrich Schenck zu Schweinsberg (1807–1862), kurhessischer Forstmeister und Gutsbesitzer
- Carl Ludwig Schenck zu Schweinsberg (1809–1886), deutscher Gutsbesitzer und Landtagsabgeordneter
- Carl Wilhelm Schenck zu Schweinsberg (1805–1869), hessischer Offizier und Parlamentarier
- Clotilde Freiin Schenck zu Schweinsberg (1909–1980), Schriftstellerin und Künstlerin
- Donata Freifrau Schenck zu Schweinsberg (* 1951), 2006–2018 Vizepräsidentin des Deutschen Roten Kreuzes
- Eberhard Freiherr Schenk zu Schweinsberg (1893–1990), Kunsthistoriker und Bibliothekar
- Ferdinand Schenck zu Schweinsberg (1765–1842), Justizminister der ersten Regierung unter der Verfassung von 1831 in Kurhessen
- Friedrich Schenck zu Schweinsberg (1777–1832), deutscher Gutsbesitzer, Offizier und Landtagsabgeordneter[4]
- Friedrich Carl von Schenck zu Schweinsberg (1815–1866), deutscher Gutsbesitzer und Landtagsabgeordneter[5]
- Friedrich Kraft Schenck zu Schweinsberg, Landrat des Landkreises Bremervörde 1933–1945
- Gustav Schenk zu Schweinsberg (1842–1922), Archivar und Landeshistoriker
- Gustav Adolf Schenck zu Schweinsberg (1843–1909), deutscher Diplomat
- Heinrich August Ludwig Schenck zu Schweinsberg (1811–1889), Generalmajor und Kommandant von Kassel[6]
- Hermann Freiherr Schenck zu Schweinsberg (1866–1937), hessischer Kreisdirektor
- Hermann Schenk zu Schweinsberg († 1521), hessischer Amtmann, Statthalter und Ritter vom Heiligen Grab, 1509–1514 Mitglied des landständischen Regentschaftskollegiums während der Minderjährigkeit des Landgrafen Philipp I.[7]
- Hermann Karl Maximilian Ferdinand Reinhold Schenck zu Schweinsberg (1900–1974), Jurist
- Hermann Ludwig Schenck zu Schweinsberg (1807–1858); Revierförster, Abgeordneter der kurhessischen Ständeversammlung
- Johann Schenk zu Schweinsberg (1460–1506), hessischer Marschall, Kaiserlicher und Reichsrat, Ritter vom Heiligen Grab
- Johann Bernhard Schenk zu Schweinsberg (1584–1632), Fürstabt von Fulda 1623–1632, gefallen in der Schlacht bei Lützen
- Johann Friedrich Schenck zu Schweinsberg (1750–1819), preußischer Generalmajor, Kommandant des Invalidenhauses Berlin
- Karl Schenck zu Schweinsberg (1796–1869), preußischer Generalmajor
- Kurt Schenck zu Schweinsberg (1858–1929), Verwaltungsbeamter, Kirchenpolitiker und Parlamentarier
- Ludwig Schenck zu Schweinsberg (1767–1847), Mitglied der Ersten Kammer der Landstände des Großherzogtums Hessen[8]
- Ludwig Friedrich Carl Schenck zu Schweinsberg (1805–1881), Finanzminister des Großherzogtums Hessen
- Ludwig Johann Schenck zu Schweinsberg (1801–1868), Landrat und Mitglied der Kurhessischen Ständeversammlung

- Moritz Schenck zu Schweinsberg (1801–1869), Jurist und Mitglied der Kurhessischen Ständeversammlung
- Moritz Philipp Schenck zu Schweinsberg (1783–1840), Rittmeister, Mitglied der Kurhessischen Ständeversammlung
- Philipp Schenk zu Schweinsberg, 1541–1550 Fürstabt von Fulda
- Philipp Georg Schenk zu Schweinsberg (~ 1510–1568), 1567–1568 Fürstabt von Fulda
- Rudolf Schenk zu Schweinsberg (um 1490–1551), ab 1530 Rat des Landgrafen Philipp I. von Hessen, 1537 Landvogt an der Werra, ab 1543 Statthalter in Kassel während der Abwesenheit des Landgrafen, auch während dessen Gefangenschaft.[7]
- Rudolph Schenck zu Schweinsberg (1855–1911), deutscher Verwaltungs- und Hofbeamter und Parlamentarier
- Titus Schenck zu Schweinsberg, Arzt und Vorstandsvorsitzender des Versorgungswerks der Landesärztekammer Hessen
- Wilhelm Schenck zu Schweinsberg (1809–1867), Jurist und Verwaltungsbeamter, Regierungschef von Hohenzollern-Sigmaringen (1839–1848), 1848/1849 Vorstand des kurhessischen Außenministeriums
- Wilhelm Christian Schenck zu Schweinsberg (1809–1874), Kreisrat und Abgeordneter der Zweiten Kammer der Landstände des Großherzogtums Hessen
- Wolf Christoph Schenk zu Schweinsberg (1653–1717), Gutsbesitzer, Hessen-Kasseler Generalleutnant
- Wilhelm Christoph Adolf Schenck zu Schweinsberg (1824–1886), Kreisrat im Großherzogtum Hessen

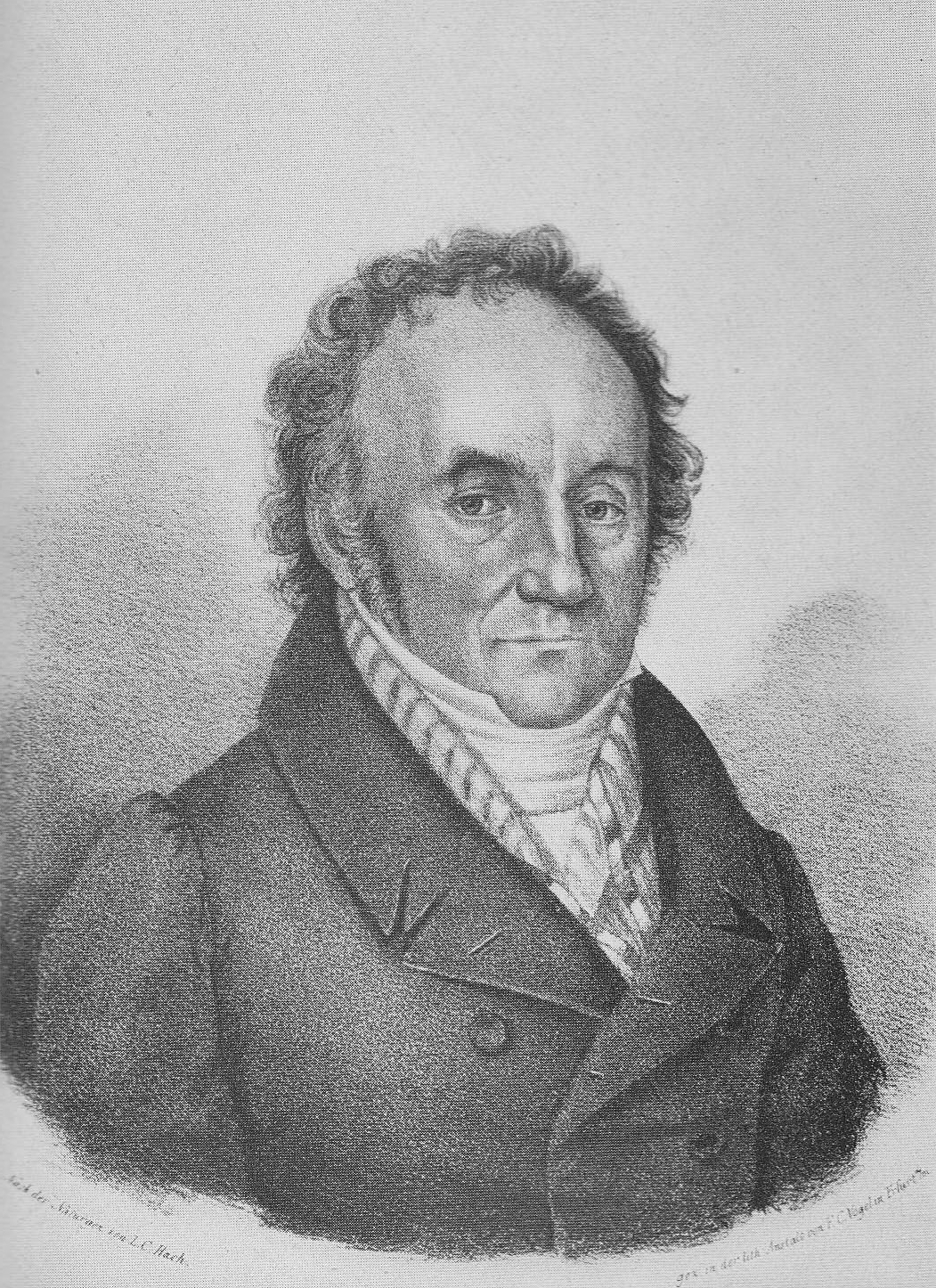
Ferdinand Schenck zu Schweinsberg (1765–1842), kurhessischer Justizminister
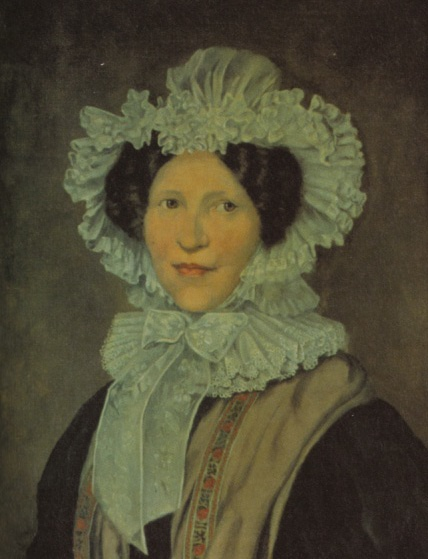
Christiane Freifrau Schenck zu Schweinsberg, geb. Treusch von Buttlar, Gemahlin des Ferdinand Schenck zu Schweinsberg
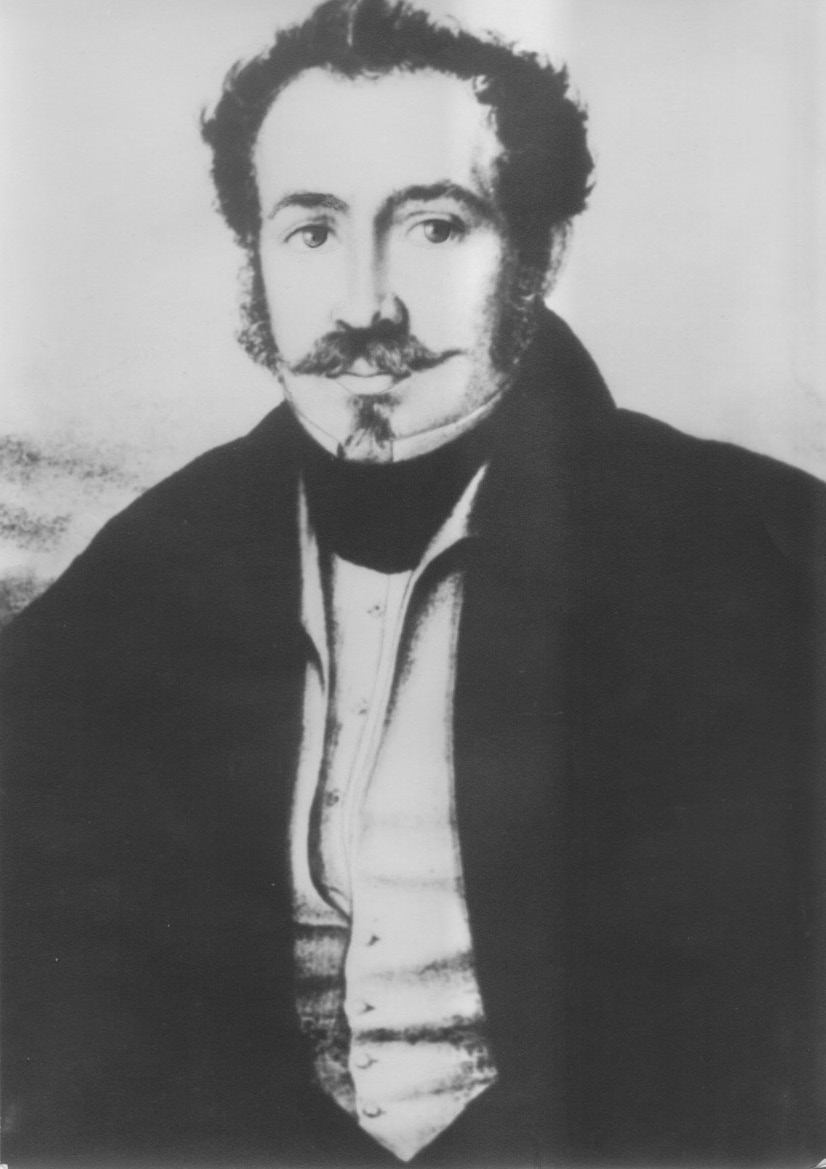
Wilhelm Schenck zu Schweinsberg (1809–1867)
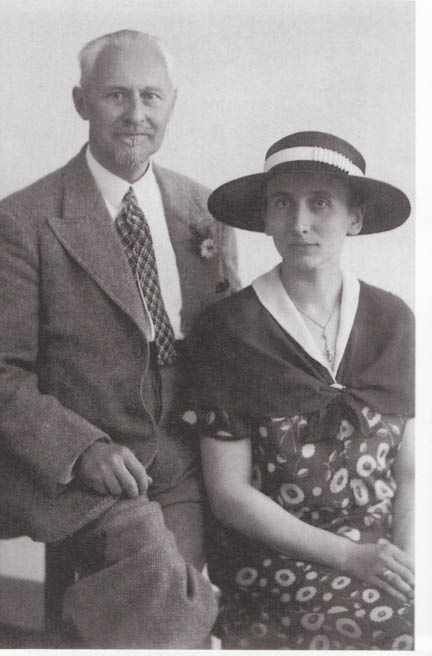
Walther Freiherr Schenck zu Schweinsberg (1880–1950) und seine Frau Ursula, geb. Vermehren (1899–1950)
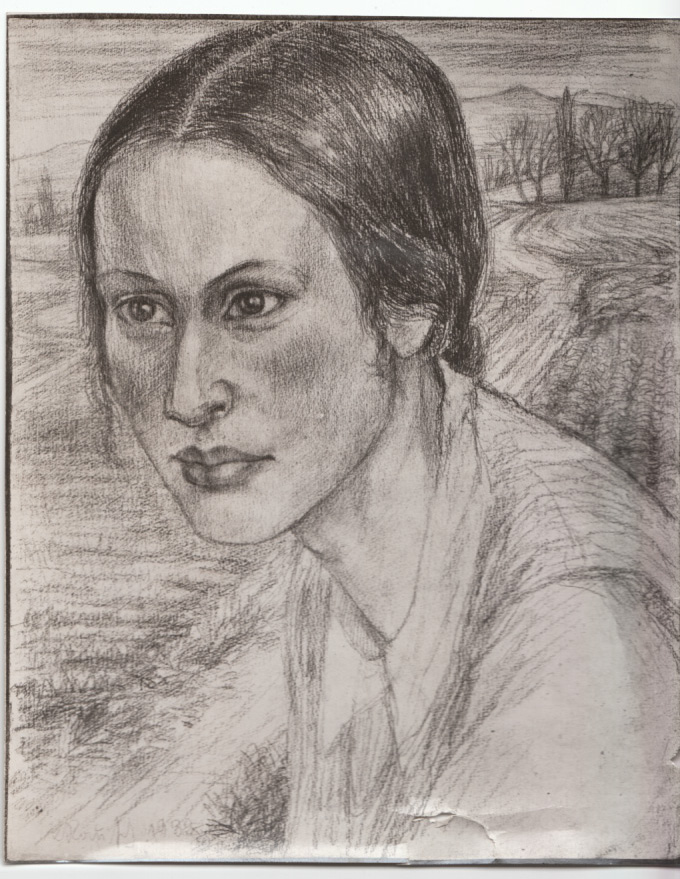
Clotilde Freiin Schenck zu Schweinsberg (1909–1980), Schriftstellerin und Künstlerin
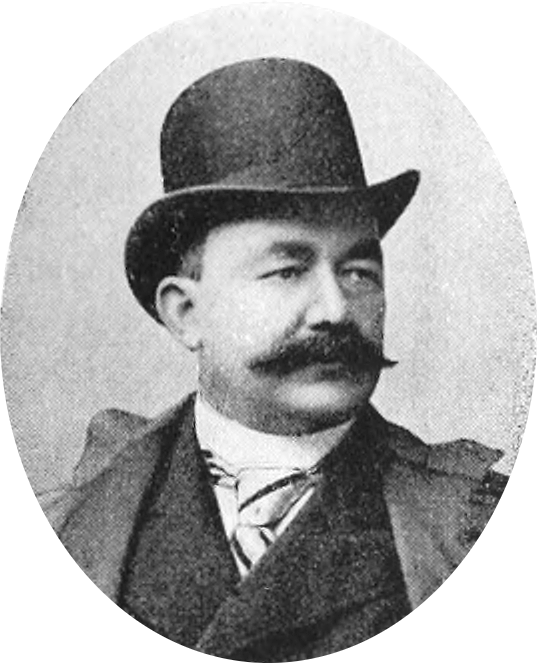
Gustav Adolf Schenck zu Schweinsberg (1843–1909), Diplomat und Botschafter

## Schriftliche Überlieferung
Das Familien-, Guts- und Herrschaftsarchiv der Schenck zu Schweinsberg wird im Hessischen Staatsarchiv Marburg als Depositum verwahrt und umfasst rund 230 laufende Meter Akten und Amtsbücher mit einer Laufzeit von 1436 bis 1959 und über 1.100 Urkunden mit einer Laufzeit vom 13. bis ins 20. Jahrhundert.